# Palazzo Massimo di Pirro

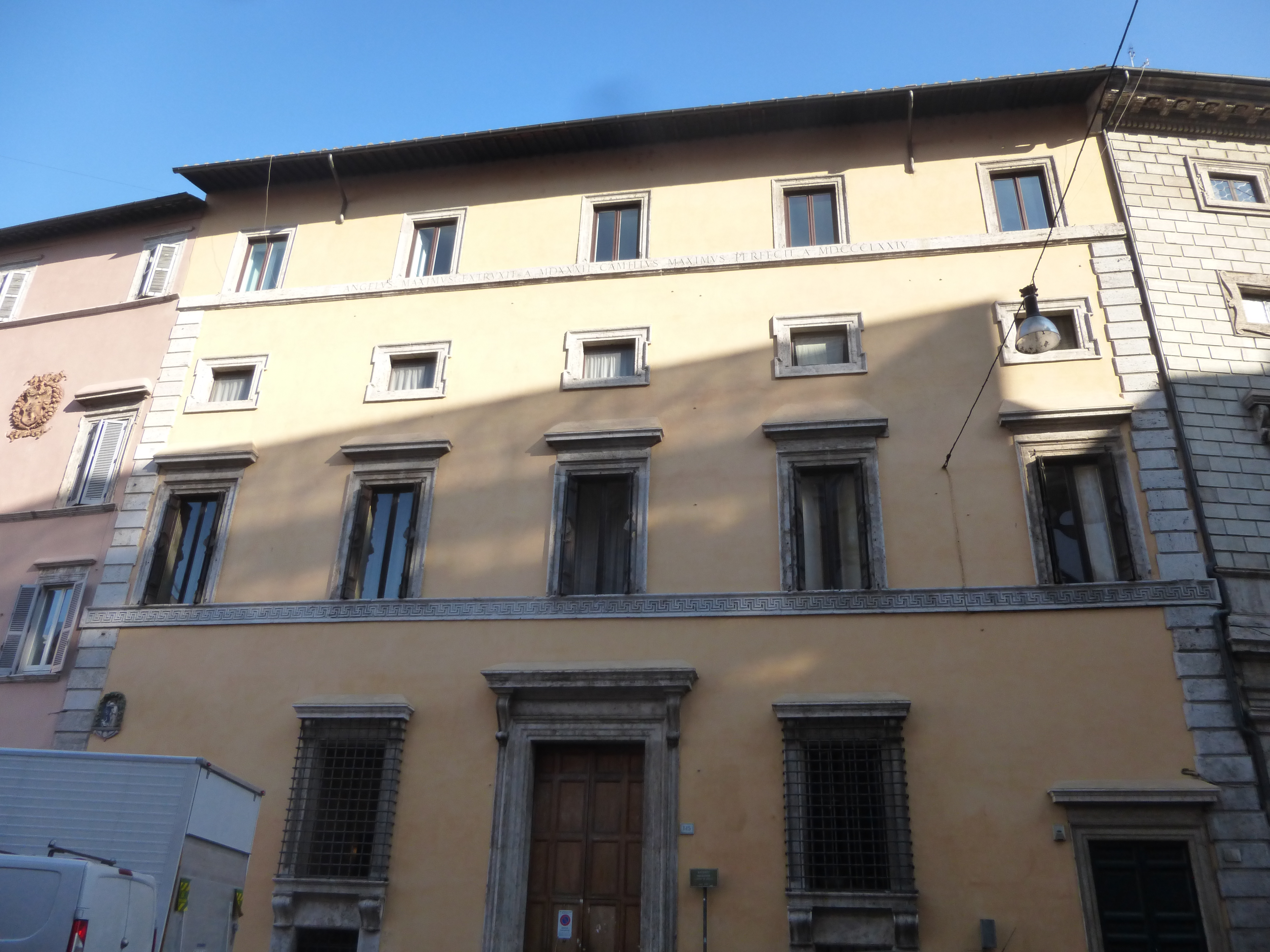
Vista do palácio.

Palazzo Massimo di Pirro, conhecido também apenas como Palazzo di Pirro, é um dos palácios do complexo de palácios pertencente à família Massimo, juntamente com o Palazzo Massimo alle Colonne e o Palazzo Massimo Istoriato, localizado no número 145/151 do Corso Vittorio Emanuele II, no rione Parione de Roma.

## História
Depois de ser incendiado pelos lansquenetes durante o saque de Roma em 1527, o palácio foi reconstruído em 1532 por ordem de Angelo Massimo, por Giovanni Mangone, um pupilo de Antonio da Sangallo, o Jovem. 
Seu nome é derivado de uma gigantesca estátua de Marte recuperada durante a sua construção que ficava no pátio interno e que se acreditava ser uma representação de Pirro, o rei do Epiro, que, entre 282-275 a.C., guerreou contra Roma, por causa de sua armadura decorada com elefantes, animais utilizados por ele durante a guerra. Esta estátua, vendida em 1738 ao papa Clemente XII, está atualmente nos Museus Capitolinos. 
Em 1874, Carlo Alberto Camillo X Massimo unificou o Palazzo di Pirro ao Palazzo alle Colonne.